# Golden Valley County, North Dakota
Golden Valley County är ett administrativt område i delstaten North Dakota, USA, med 1 680 invånare.  Den administrativa huvudorten (county seat) är Beach. 

## Geografi
Enligt United States Census Bureau så har countyt en total area på 2 595 km². 2 595 km² av den arean är land och 0 km² är vatten. 

### Angränsande countyn
- McKenzie County - nord
- Billings County - öst
- Slope County - syd
- Fallon County, Montana - sydväst
- Wibaux County, Montana - väst